# Wiedenhof

Wiedenhof 3 in Remscheid-Lüttringhausen, historisches Foto

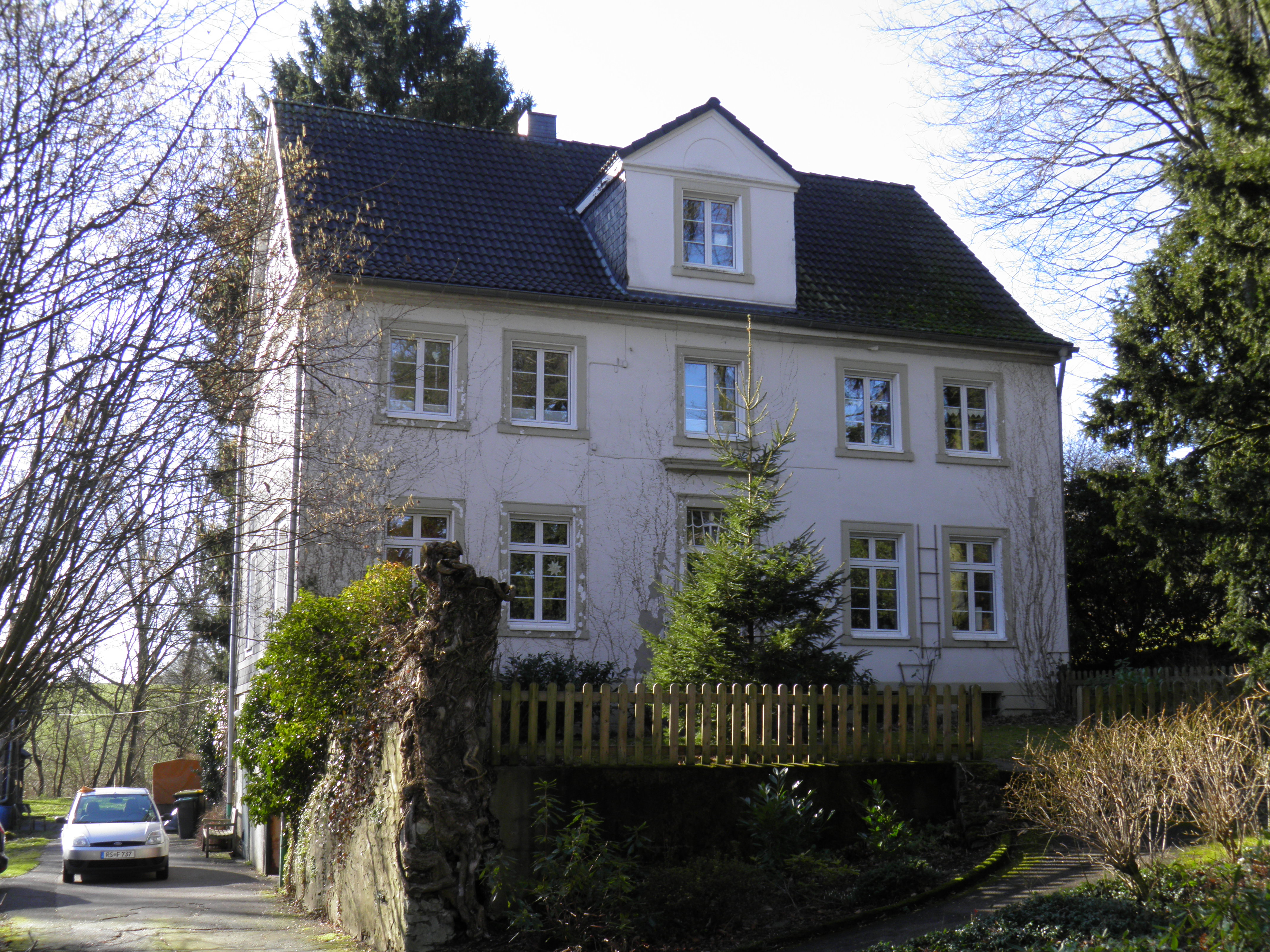
Wiedenhof 1 in Lüttringhausen

Wiedenhof war ehemals die Bezeichnung für einen Pfarrsitz. Er wurde auch Pfarrgut, Kirchengut, Pfaffengut oder Pastorat genannt. Der Name konnte bis ins 15. Jahrhundert nachgewiesen werden und ist von Widembhof (der der Kirche gewidmete Hof) abgeleitet. Ein Wiedenhof diente in einer Zeit, als die Geistlichen noch nicht aus dem Kirchensteueraufkommen oder direkt von den Kirchengemeinden bezahlt wurden, dem Pfarrer gleichzeitig als Erwerbsquelle und Wohnsitz. Ein Wohnhaus, eine kleine Landwirtschaft mit Tierhaltung und oftmals Fischfang- und Jagdmöglichkeit gehörten zum Wiedenhof. In vielen Städten Deutschlands lebt die Bezeichnung „Wiedenhof“ als historische Flurbezeichnung, in Stadtteil- oder in Straßennamen fort.

## Beispiele
In Alt-Remscheid gibt es einen Wiedenhof zwischen Erholungs- und Bankstraße, also unweit der Stadtkirche und in Lennep  an der Schwelmer Straße vor Grunewald. Im Remscheider Süden ist noch die alte Bezeichnung „Wiedenhoffshöhe“ bekannt, was auch hier auf einen ehemaligen Pfarrhof schließen lässt.
In Lüttringhausen befindet sich ein Wiedenhof zwischen Remscheider Straße und Elbersstraße. Das Ensemble mit drei Gebäuden ist sogar postalisch ein eigenständiger Straßenzug. Hier gab es in der Nachbarschaft der alten Löwen-Apotheke neben dem „unteren“ Wiedenhof auch noch einen zweiten, „Froweinshof“ genannten, weil die Lehnsherren von Bottlenberg neben dem Pfarrer noch einen Vikar einsetzten, der dieses landwirtschaftliche Anwesen für seinen Lebensunterhalt nutzte. Für die beiden Pfarrer bürgerten sich dann die Bezeichnungen „erster“ und „zweiter Prediger“ ein. Unterhalb des Wiedenhofs floss bis etwa 1945 ein Quellarm des Lüttringhauser Bachs, so dass die Pfarrer hier auch frische Forellen fangen konnten. Die beiden Anwesen trugen lokal die Bezeichnungen „Oberstes Wiedenhofsfeld“ und „Unterstes Wiedenhofsfeld“.
Weitere Beispiele gibt es in verschiedenen deutschen Orten, wo „Wiedenhof“ teilweise ein Stadtteil ist, so in Waldbröl, Bergisch Neukirchen, Wülfrath und Windeck. (Siehe auch Begriffsklärungsseite).
Der Remscheider Heimatforscher Gustav Hermann Halbach benutzte in seinem „Bergischen Sprachschatz“ das plattdeutsche Wort „Wiedenhoff“.